# Belgische kampioenschappen indoor atletiek 1994
In 1994 werden de Belgische kampioenschappen indoor atletiek Alle Categorieën gehouden op zondag 6 februari in Gent. Bij de mannen werd de titel op de 1500 m niet toegekend. Een official had een ronde te vroeg de bel voor de laatste ronde geluid, waardoor sommige atleten te vroeg hun eindspurt ingezet hadden. 

## Uitslagen

### 60 m
| rang   | atleet             | prestatie |
| ------ | ------------------ | --------- |
| Goud   | Patrick Stevens    | 6,79 s    |
| Zilver | Eric Lichtensztajn | 6,86 s    |
| Brons  | David Branle       | 6,86 s    |

| rang   | atlete            | prestatie |
| ------ | ----------------- | --------- |
| Goud   | Nancy Callaerts   | 7,49 s    |
| Zilver | Cathy Lenoir      | 7,49 s    |
| Brons  | Kathleen Van Hove | 7,69 s    |

### 200 m
| rang   | atleet            | prestatie |
| ------ | ----------------- | --------- |
| Goud   | Patrick De Clercq | 21,42 s   |
| Zilver | Erik Wijmeersch   | 21,42 s   |
| Brons  | Wim Van Avondt    | 21,97 s   |

| rang   | atlete            | prestatie |
| ------ | ----------------- | --------- |
| Goud   | Elke Bogemans     | 24,21 s   |
| Zilver | Kathleen Van Hove | 24,31 s   |
| Brons  | Cathy Lenoir      | 24,80 s   |

### 400 m
| rang   | atleet         | prestatie |
| ------ | -------------- | --------- |
| Goud   | Bart Carlier   | 48,77 s   |
| Zilver | Frank Asselman | 48,95 s   |
| Brons  | Erwin Thibau   | 49,72 s   |

| rang   | atlete            | prestatie |
| ------ | ----------------- | --------- |
| Goud   | Martine Meersman  | 55,87 s   |
| Zilver | Françoise Dethier | 56,65 s   |
| Brons  | Nancy Verlee      | 57,77 s   |

### 800 m
| rang   | atleet       | prestatie |
| ------ | ------------ | --------- |
| Goud   | Bart De Loof | 1.49,12   |
| Zilver | Tom Vlerick  | 1.50,55   |
| Brons  | Nathan Kahan | 1.50,58   |

| rang   | atlete               | prestatie |
| ------ | -------------------- | --------- |
| Goud   | Anneke Matthys       | 2.04,66   |
| Zilver | Sonia Van Renterghem | 2.07,72   |
| Brons  | Nadia Feys           | 2.11,04   |

### 1500 m
| niet toegekend |

| rang   | atlete            | prestatie |
| ------ | ----------------- | --------- |
| Goud   | Els Van Coillie   | 4.26,39   |
| Zilver | Laurence Roobaert | 4.31,19   |
| Brons  | Maria Byczkowska  | 4.38,06   |

### 3000 m
| rang   | atleet          | prestatie |
| ------ | --------------- | --------- |
| Goud   | Gino Van Geyte  | 8.04,74   |
| Zilver | Pascal Meirlaen | 8.07,74   |
| Brons  | Ronny Ligneel   | 8.09,24   |

### 60 m horden
| rang   | atleet          | prestatie |
| ------ | --------------- | --------- |
| Goud   | Huub Grossard   | 7,84 s    |
| Zilver | Jonathan Nsenga | 7,91 s    |
| Brons  | Johan Lisabeth  | 8,13 s    |

| rang   | atlete              | prestatie |
| ------ | ------------------- | --------- |
| Goud   | Sylvia Dethier      | 8,31 s    |
| Zilver | Caroline Delplancke | 8,33 s    |
| Brons  | Nadine Grouwels     | 8,51 s    |

### Verspringen
| rang   | atleet         | prestatie |
| ------ | -------------- | --------- |
| Goud   | Erik Nys       | 7,71 m    |
| Zilver | Yassin Guellet | 7,39 m    |
| Brons  | Johan Ex       | 7,11 m    |

| rang   | atlete              | prestatie |
| ------ | ------------------- | --------- |
| Goud   | Hilde Vervaet       | 6,03 m    |
| Zilver | Annelies De Meester | 6,00 m    |
| Brons  | Veerle Jennes       | 5,83 m    |

### Hink-stap-springen
| rang   | atleet              | prestatie |
| ------ | ------------------- | --------- |
| Goud   | David Vanderhaeghen | 15,30 m   |
| Zilver | Djeke Mambo         | 14,88 m   |
| Brons  | Yves Henri          | 14,57 m   |

| rang   | atlete              | prestatie |
| ------ | ------------------- | --------- |
| Goud   | Kathleen Vriesacker | 12,20 m   |
| Zilver | Ingrid Didden       | 12,08 m   |
| Brons  | Sandra Swennen      | 11,97 m   |

### Hoogspringen
| rang   | atleet            | prestatie |
| ------ | ----------------- | --------- |
| Goud   | Robert Kuster     | 2,15 m    |
| Zilver | Dominique Sandron | 2,10 m    |
| Brons  | Gerolf De Backer  | 2,07 m    |

| rang   | atlete           | prestatie   |
| ------ | ---------------- | ----------- |
| Goud   | Sabrina De Leeuw | 1,94 m (NR) |
| Zilver | Heidi Paesen     | 1,71 m      |
| Brons  | Isabelle Dehez   | 1,65 m      |

### Polsstokhoogspringen
| rang   | atleet         | prestatie |
| ------ | -------------- | --------- |
| Goud   | Alan De Naeyer | 5,40 m    |
| Zilver | Luc Joannes    | 4,80 m    |
| Brons  | Roland Elias   | 4,80 m    |

### Kogelstoten
| rang   | atleet          | prestatie |
| ------ | --------------- | --------- |
| Goud   | Jordy Beernaert | 16,13 m   |
| Zilver | Fabrice Hocq    | 14,85 m   |
| Brons  | Marc Paternotte | 14,60 m   |

| rang   | atlete             | prestatie |
| ------ | ------------------ | --------- |
| Goud   | Greet Meulemeester | 16,37 m   |
| Zilver | Veerle Blondeel    | 14,21 m   |
| Brons  | Karin Langeraert   | 13,73 m   |

1985 ·
1986 ·
1987 ·
1988 ·
1989 ·
1990 ·
1991 ·
1992 ·
1993 .
1994 ·
1995 .
1996 ·
1997 ·
1998 .
1999 ·
2000 .
2001 · 
2002 · 
2003 · 
2004 · 
2005 · 
2006 · 
2007 · 
2008 · 
2009 · 
2010 · 
2011 · 
2012 · 
2013 · 
2014 ·
2015 ·
2016 ·
2017 ·
2018 ·
2019 ·
2020 ·
2021 ·
2022 ·
2023 ·
2024 ·
2025